# Holyhead Port
Holyhead Port (engelska: Holyhead Ferry Port) är en hamn i Storbritannien.   Den ligger i kommunen Isle of Anglesey och riksdelen Wales, i den sydvästra delen av landet, 400 km nordväst om huvudstaden London. Holyhead Port ligger 5 meter över havet. Den ligger på ön Anglesey. Närmaste större samhälle är Holyhead, 0,46 km sydväst om Holyhead Port. Trakten runt Holyhead Port består i huvudsak av gräsmarker.